# 富山県立黒部学園
富山県立黒部学園（とやまけんりつくろべがくえん）は、富山県黒部市にある県立の児童養護施設である。
おもに知的障害者が入所し、学齢児は隣接する富山県立にいかわ総合支援学校へ通学している。

## 歴史
- 1957年
  - 4月1日　設置[2]。
  - 4月30日　県立養護学園として開園（定員50人）[1]。
  - 5月30日　創設事務を開始[3]
- 1958年10月　敷地を拡張し、運動場と耕作地が出来る[3]。
- 1960年8月　指導舎1棟が建設され、指導室4、指導員室1が出来る[4]。
- 1965年5月8日　第一養育棟、作業棟完成（定員100人に）[1]
- 1971年3月1日　重度棟（定員30名）完成[1]、同年9月3日、なぎさ寮を新築。
- 1974年3月1日　第二養育棟、管理棟改築[1]。
- 1977年11月15日　体育館完成[1]。
- 2007年7月3日 改築工事安全祈願祭[5]。
- 2008年
  - 4月14日 居住棟竣工[6]。
  - 10月10日 管理、訓練棟が完成し、完工式が挙行される[7]。
- 2009年3月 この頃までにグラウンドなどの造成工事が完了[7]。

## 建物について
出典→
建築主
- 富山県[8]

設計
- 創建築事務所[8]

施工
- 第一工区 - 関口組・大高建設JV[8]
- 第二工区 - 桜井建設[8]
- 第三工区 - 千田建設[8]

総事業費
- 13億5,000万円（管理、訓練棟完成時点での見込み）[7]

第40回（平成21年度）富山県建築賞、一般の部入賞。
居住棟は鉄筋コンクリート平屋建て2,623m2、3棟を多目的ホールで連結。居室も個室と2人部屋主体に配置されている。管理、訓練棟は鉄筋コンクリート平屋建て650m2であり、回廊式の造りとなっている。